# Byczyna (gmina w województwie katowickim)
Byczyna – gmina wiejska istniejąca od 1 stycznia 1973 do 31 stycznia 1977 r. w woj. krakowskim i katowickim. Siedzibą władz gminy była wieś Byczyna, będąca obecnie dzielnicą Jaworzna.
Gmina jednostkowa Byczyna należała od 23 grudnia 1920 r. do woj. krakowskiego (powiat chrzanowski). 1 sierpnia 1934 r. została zniesiona, a jej obszar włączony do nowo utworzonej gminy wiejskiej Jaworzno.
Gminę Byczyna utworzono 1 stycznia 1973 roku w powiecie chrzanowskim w woj. krakowskim. Gmina składała się z 5 sołectw: Byczyna, Cezarówka Górna, Cezarówka Dolna, Jeziorki Byczyńskie, Koźmin.
19 października 1974 r. część obszaru gminy Byczyna (wieś Jeziorki Byczyńskie) włączono do Jaworzna. 1 czerwca 1975 gmina znalazła się w nowo utworzonym (mniejszym) woj. katowickim. 
1 lutego 1977 r. jednostka została zniesiona, a jej obszar – Byczynę, Cezarówkę i Koźmin (wraz ze znoszonym miastem Jeleń) włączony do Jaworzna.